# Blinded by Rainbows
"Blinded by Rainbows" er en sang fra det engelske rock ‘n’ roll band The Rolling Stones album Voodoo Lounge fra 1994.
Sangen blev skrevet af sangeren Mick Jagger og guitaristen Keith Richards, men er hovedsagelig et arbejde fra Jagger som havde skrevet den mens han arbejdede på sit tredje soloalbum. Den er en af de få politiske sange fra The Stones, og den handlede om konflikten i Nordirland.
Jagger sang og spillede rytmisk guitar, mens Richards spillede den akustiske guitar og Ron Wood den elektriske guitar. Trommerne spillede Charlie Watts og Darryl Jones spillede bas. Orgelet og klaveret blev spillet af Benmont Tench, mens : Lenny Castro spillede perkussion. Koret bestod af Richards.

### Fodnote
1. ↑  Blinded By Rainbows
2. ↑  Blinded By Rainbows by The Rolling Stones Songfacts
3. ↑  Blinded By Rainbows – Lyrics